# Pentagon: Sektor E
Pentagon: Sektor E (ang. E-Ring, 2005–2006) – amerykański serial telewizyjny, emitowany przez amerykańską stację telewizyjną NBC.

## Obsada
- Dennis Hopper – pułkownik McNulty
- Benjamin Bratt – Jim Tisnewski
- Gabriel Olds – Richard Woodley
- Aunjanue Ellis – Jocelyn Pierce
- Robert Joy – Mark Boskovich
- Joe Morton – Steven Algazi
- Leonor Varela – Cat Rodriguez
- Kelsey Oldershaw – Angie Aronson
- Kelly Rutherford – Samantha "Sonny" Liston

## Lista odcinków
| Ep. | Tytuł USA                    | Premiera             | Premiera |
| Ep. | Tytuł USA                    | USA (CBS)            | PL (AXN) |
| --- | ---------------------------- | -------------------- | -------- |
| 1   | Pilot                        | 21 września 2005     |          |
| 2   | Snatch and Grab              | 28 września 2005     |          |
| 3   | Escape and Evade             | 5 października 2005  |          |
| 4   | Tribes                       | 12 października 2005 |          |
| 5   | Weekend Pass                 | 19 października 2005 |          |
| 6   | Toy Soldiers                 | 26 października 2005 |          |
| 7   | Cemetery Wind (1)            | 2 listopada 2005     |          |
| 8   | Cemetery Wind (2)            | 9 listopada 2005     |          |
| 9   | Delta Does Detroit           | 16 listopada 2005    |          |
| 10  | The Forgotten                | 23 listopada 2005    |          |
| 11  | Christmas Story              | 7 grudnia 2005       |          |
| 12  | Breath of Allah              | 11 stycznia 2006     |          |
| 13  | War Crimes                   | 18 stycznia 2006     |          |
| 14  | The General                  | 1 lutego 2006        |          |
| 15  | Five Pillars                 | 21 września 2006     |          |
| 16  | Fallen Angels                | 28 września 2006     |          |
| 17  | Friends and Enemies          | 5 października 2006  |          |
| 18  | Two Princes (American Girls) | 12 października 2006 |          |
| 19  | Brothers In Arms             | 19 października 2006 |          |
| 20  | Hard Sell (Interrogation)    | 26 października 2006 |          |
| 21  | Isolation                    | 2 listopada 2006     |          |
| 22  | Acceptable Losses            | 9 listopada 2006     |          |